# Castillo y jardin de Sagonne
El castillo de Sagonne (en francés: Château de Sagonne) es un château francés situado en la comuna de Sagonne, departamento de Cher en la región de Centro-Val de Loira. El castillo está situado en la frontera del Berry y el Bourbonnais, y está clasificado Monumento Histórico desde 1914. Tiene una imponente torre y los restos de unas erizadas y fortificadas torres y está rodeado de un foso.
El jardín del Castillo de Sagonne (en francés: Jardin du Château de Sagonne) tiene un arboreto de 3 hectáreas de extensión, de administración y propiedad privada. Los jardines son de inspiración de Le Nôtre y discípulos en Mansart. Se encuentra abierto a diario durante todo el año y se paga una tarifa de entrada.
La comuna de Sagonne forma parte del valle de Germiny, se extiende al sureste del departamento, junto al río  Nièvre, en terrenos de margas-calcáreos del Jurásico, asentados en una piedra caliza dura del periodo Bartoniano, 50 m de espesor, correspondiente a la divisoria de aguas entre las cuencas del río Loira y del río Cher. Es una gran zona de arboleda, en parte cubierta de bosques y favorable para el pastoreo de bueyes blancos.

## Historia
Antiguo oppidum, construido a lo largo de la vía romana que conectaba Lyon con Bourges pasando por Autun, el sitio es mencionado por primera vez por escrito en el año 832. Fue Wicfried, conde de Bourges, quién ofrecerá este dominio a su hija Agane en honor de su matrimonio con Robert, que será uno de los antepasados de Hugo Capeto.
Vinculado a los condes de Champagne y de Blois, el señorío de Sagonne estaba relacionado con los dominios de los condes de Sancerre desde el siglo X. El castillo fue construido en el siglo XIV para controlar la ruta de Bourges a Sancoins. Fue en ese momento cuando las zanjas fueron reemplazados por fosos con agua.
Anne de Breuil, heredera de los Sancerre, se casó en 1428 con Pierre d'Amboise, compañero de Juana de Arco y la dinastía Amboise permaneció en Sagonne hasta que Antoinette de Amboise se vio obligada a vender su patrimonio a Jean Babou en 1542.
Sagonne se erigió en condado en el siglo XV y fue adjuntado a la casa de Amboise y fue Charles de L'Aubespine quién lo recompró en 1632. Su sobrino, heredero derrochador, se deshizo de su propiedad para pagar a sus acreedores.
Claude Lebas de Montargis, casado con André-Julie Mansart, hija del célebre arquitecto Jules Hardouin-Mansart, recuperó el castillo por adjudicación en febrero de 1694, para venderlo de nuevo casi de inmediato, en abril, a Nicolas-Bernard Morel de Boistiroux, consejero y capellán del rey, abad prior de Buzet. Hardouin-Mansart hizo todo lo posible para recuperar los terrenos vendidos por su yerno: consiguió que el abad se sometiera al derecho de retracto feudal que el arquitecto había obtenido, en febrero de 1699, de Louis-Henri de Bourbon, príncipe de Condé, señor del Bourbonnais. Bajo la regla del Antiguo Régimen, este retracto permitió la cancelación de una venta ofertando más  sobre el precio inicial. El 17 de marzo de 1699, Hardouin-Mansart adquirió así el feudo de Sagonne por 100 600 libras (solo había agregado 600 libras). Se trataba para él, de poseer un dominio feudal titulado para poder hacer valer su ennoblecimiento por el rey en 1682
Esta adquisición consagró su ascenso social, con el arquitecto recién nombrado en enero, superintendente de Edificios, Artes y Manufacturas del Rey, es decir, casi su ministro de las Artes. Ahora podía incluir sus armas en todos sus retratos, edificios personales y documentos. Hizo importantes trabajos de puesta al día del castillo en 1700-1703, revirtiendo el acceso hacia el este con la creación de una gran avenida con antepatio, patio y ala nueva, a la derecha de esta, llamado "aile de Monsieur"  y que reemplazó a la construida en el siglo XVI. Había confiado las obras a su colaborador y discípulo Pierre Cailleteau dit Lassurance (1655-1724). Reorganizó la distribución del castillo y creó una capilla hacia el "aile de Madame", simétrica a la precedente, con una decoración en trompe-l'œil, figurando columnas en mármol rosa del Languedoc que evocaban a las del Grand Trianon.  Los jardines y el huerto adyacente se desplegaban frente al "ala del señor", el hogar del arquitecto y su familia (emplazamiento del campo actual).
Esta adquisición también marcó la letanía de artistas ennoblecidos y grandes señores que conocerá el siglo XVIII (los Gabriel, Armand-Claude Mollet, Robert de Cotte, Jacques-Germain Soufflot, Richard Mique...). También está en el origen de la acritud del duque de Saint-Simon en sus famosas memorias hacia Hardouin-Mansart, al que encuentra todas los defectos de la tierra. Era en efecto el sobrino de Charles de Laubespine y había conocido Sagonne en su infancia. Como descendiente de la alta nobleza, no podía soportar el hecho de que un ennoblecido de nueva fecha se permitiese tal adquisición sobre las tierras ancestrales de los Borbones.
A la muerte del arquitecto en 1708, el castillo pasó a su hijo Jacques (1677-1762), conde de Sagonne, en virtud de la donación contenida en el certificado de matrimonio en 1701 con Madeleine Bernard, hija del pujante financiero Samuel Bernard, banquero de la corte. Sin dinero, dejó el uso de las tierras en 1754 a su hijo más joven Jacques Hardouin-Mansart de Sagonne (1711-1778), arquitecto del rey y  último de los Mansart, por la suma de 600 libras. Mansart de Sagonne luego se dedicó entonces a la restauración del castillo.
Debido a su bastardía, no pudo heredar a la muerte de su padre en 1762, de modo que Sagonne recayó, después de muchos procesos, en 1765, en la marquesa Anne Claude Louise d'Arpajon, condesa de Noailles, su prima hermana, descendiente de Hardouin-Mansart y dama de honor de María Antonieta que la había bautizado "Madame l'Etiquette".

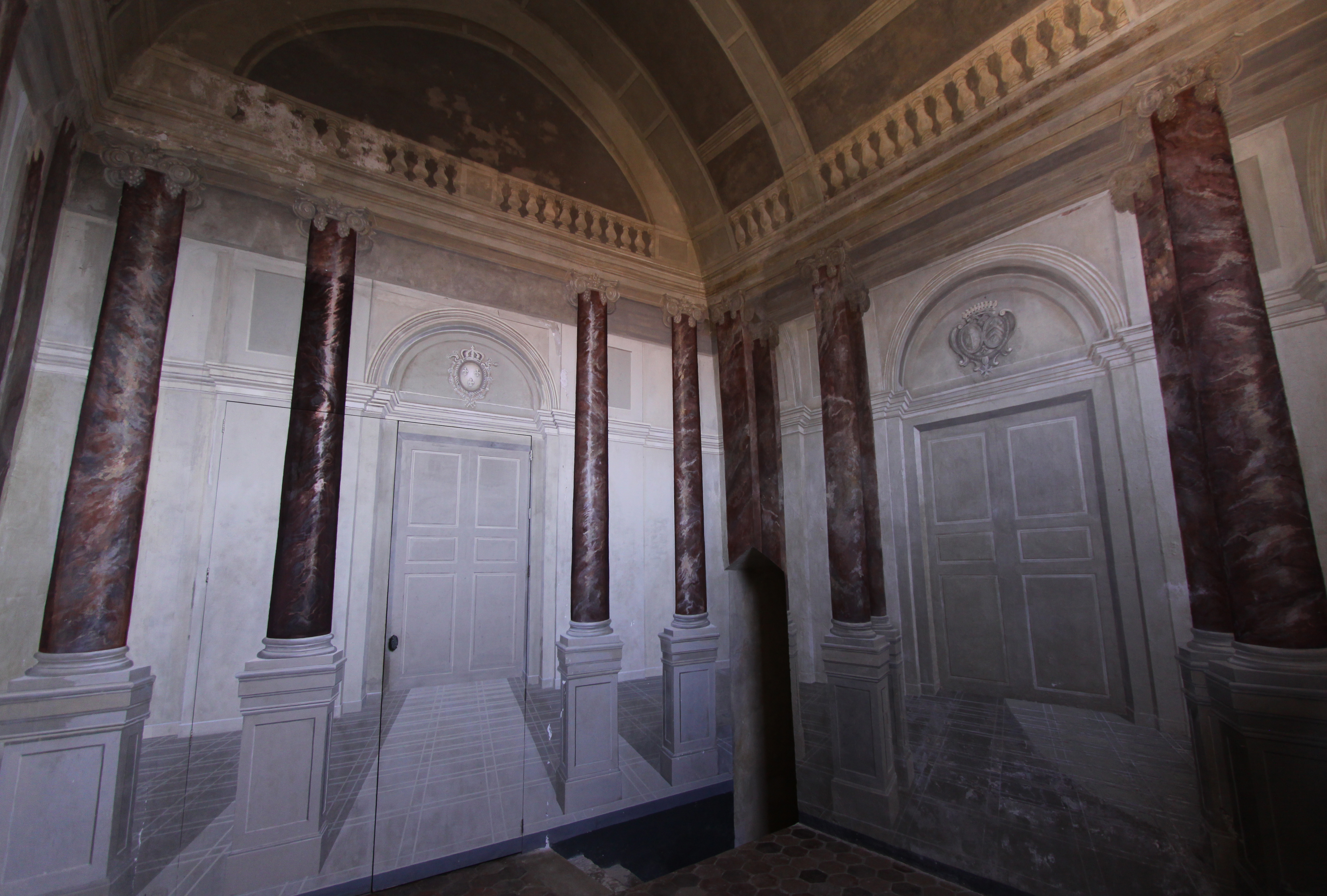
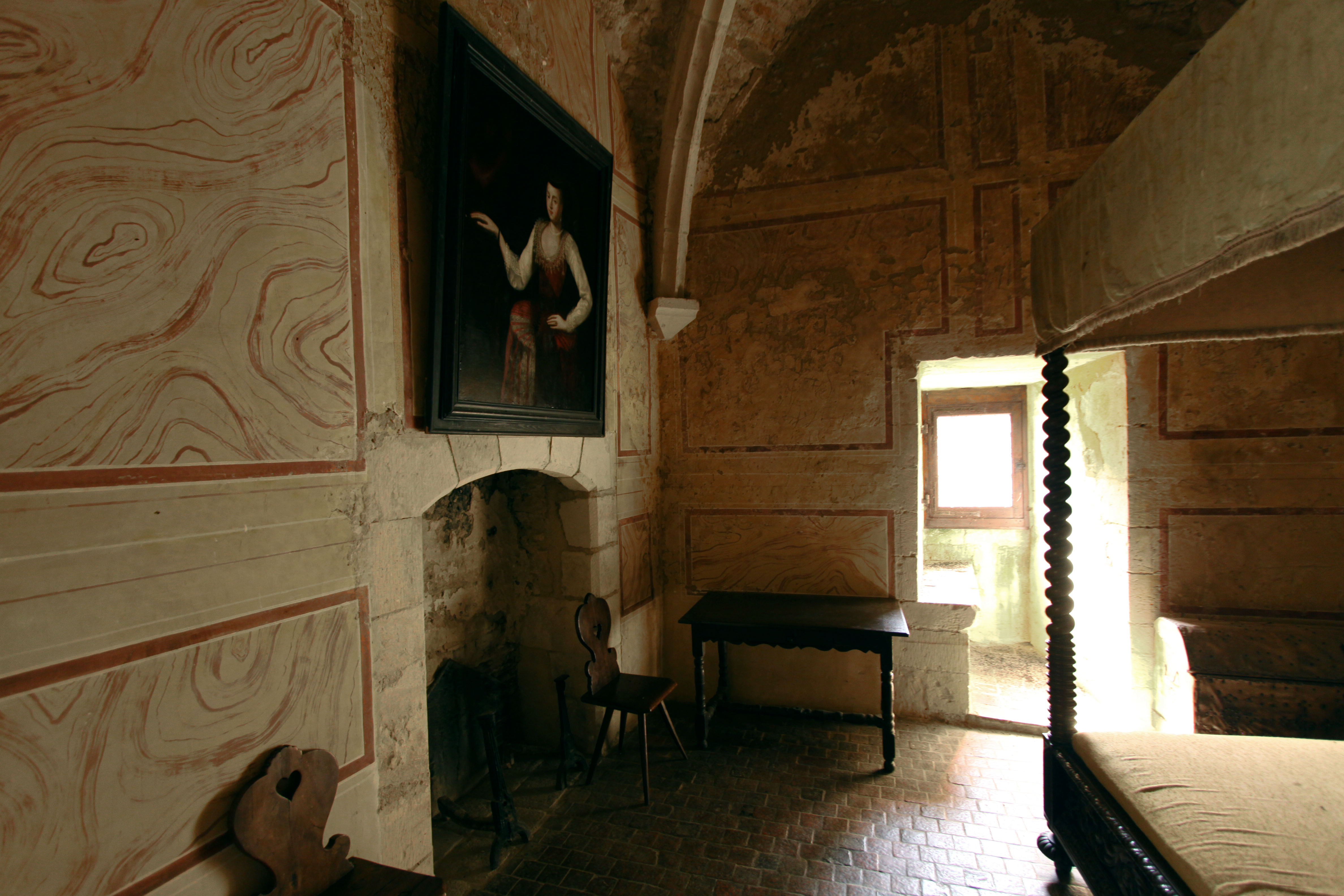
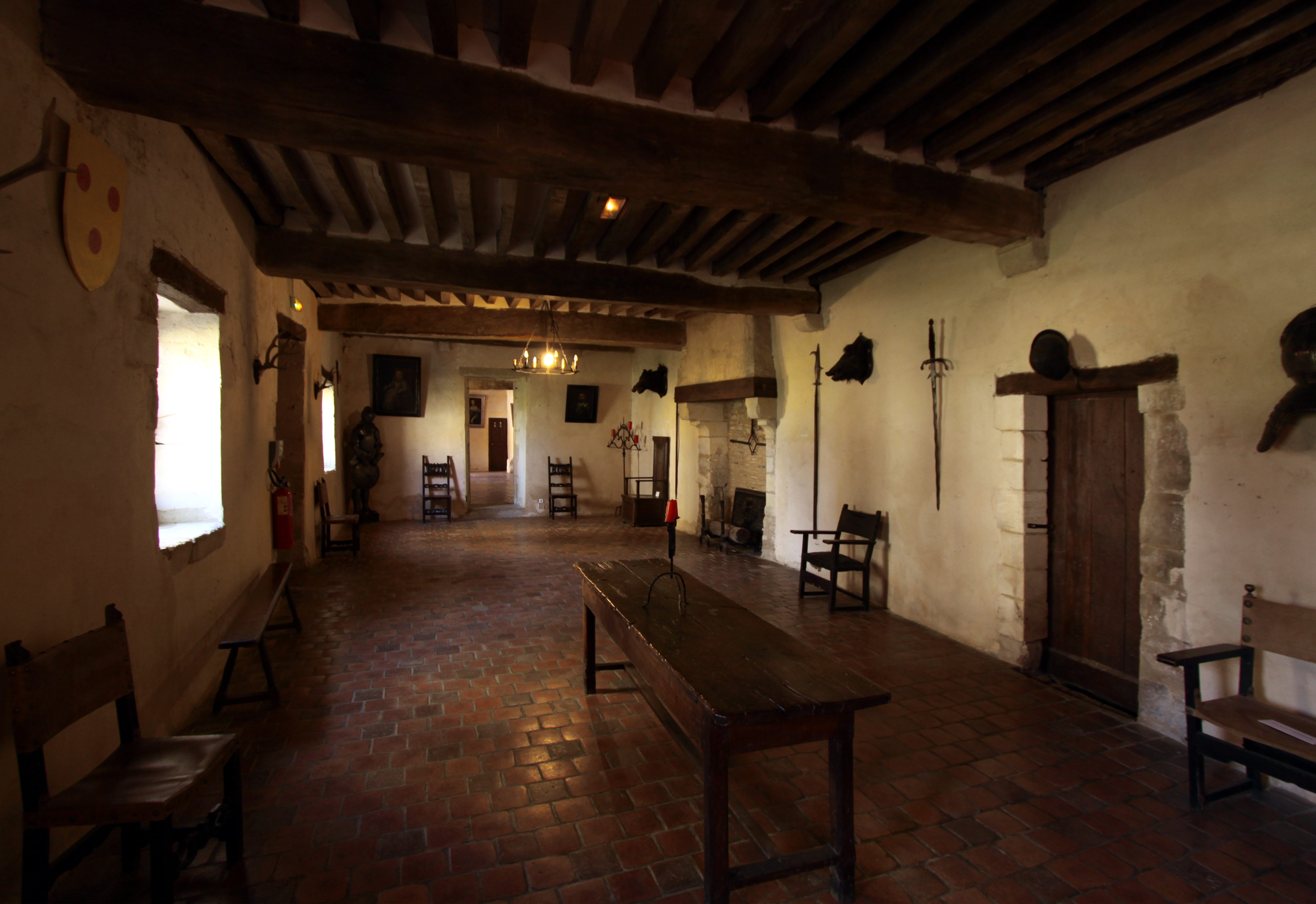

En la revolución francesa, la condesa de Noailles fue guillotinada y el castillo entró en un largo período de decadencia. Fue saqueado, sus techos fueron desmantelados para recuperar el plomo y sirvió como cantera de piedra y de granja. El castillo fue afortunadamente clasificado monumento histórico desde 1914, pero permanecerá abandonado.
Fue a partir de 1977 cuando, recomprado por una familia descendiente de Jean Babou de La Bourdaisière, antiguo propietario del dominio, se emprendieron largas y costosas restauraciones comprometidas en proyectos de voluntariado organizadas por una asociación miembro de Rempart, queriendo dar forma a lo que no era más que ruinas. El castillo medieval fue parcialmente remontado y hoy está abierto para los visitantes. Así, paradójicamente, es la parte medieval, la más antigua, la que permanece mientras que la parte clásica del siglo XVIII ha desaparecido.

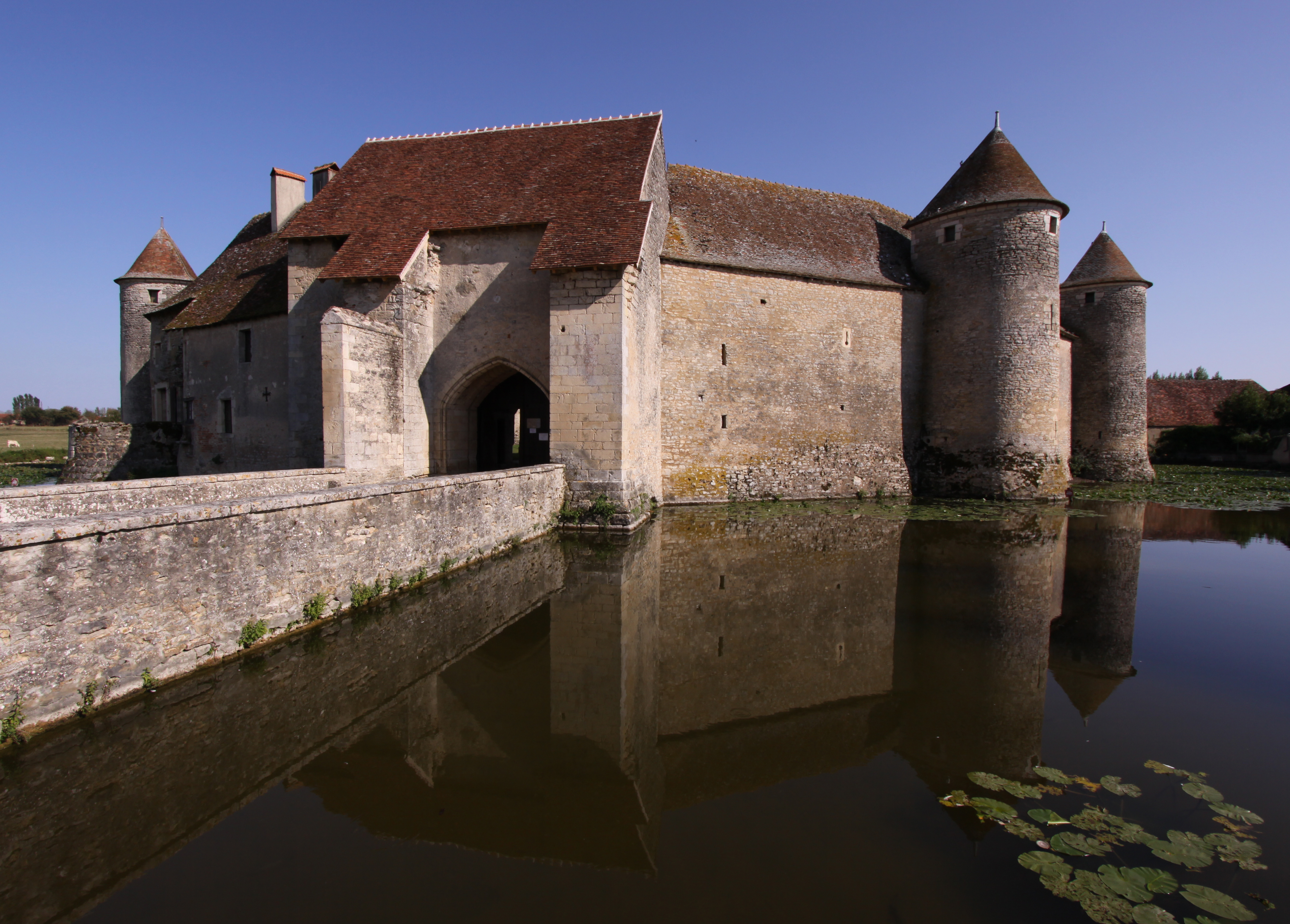
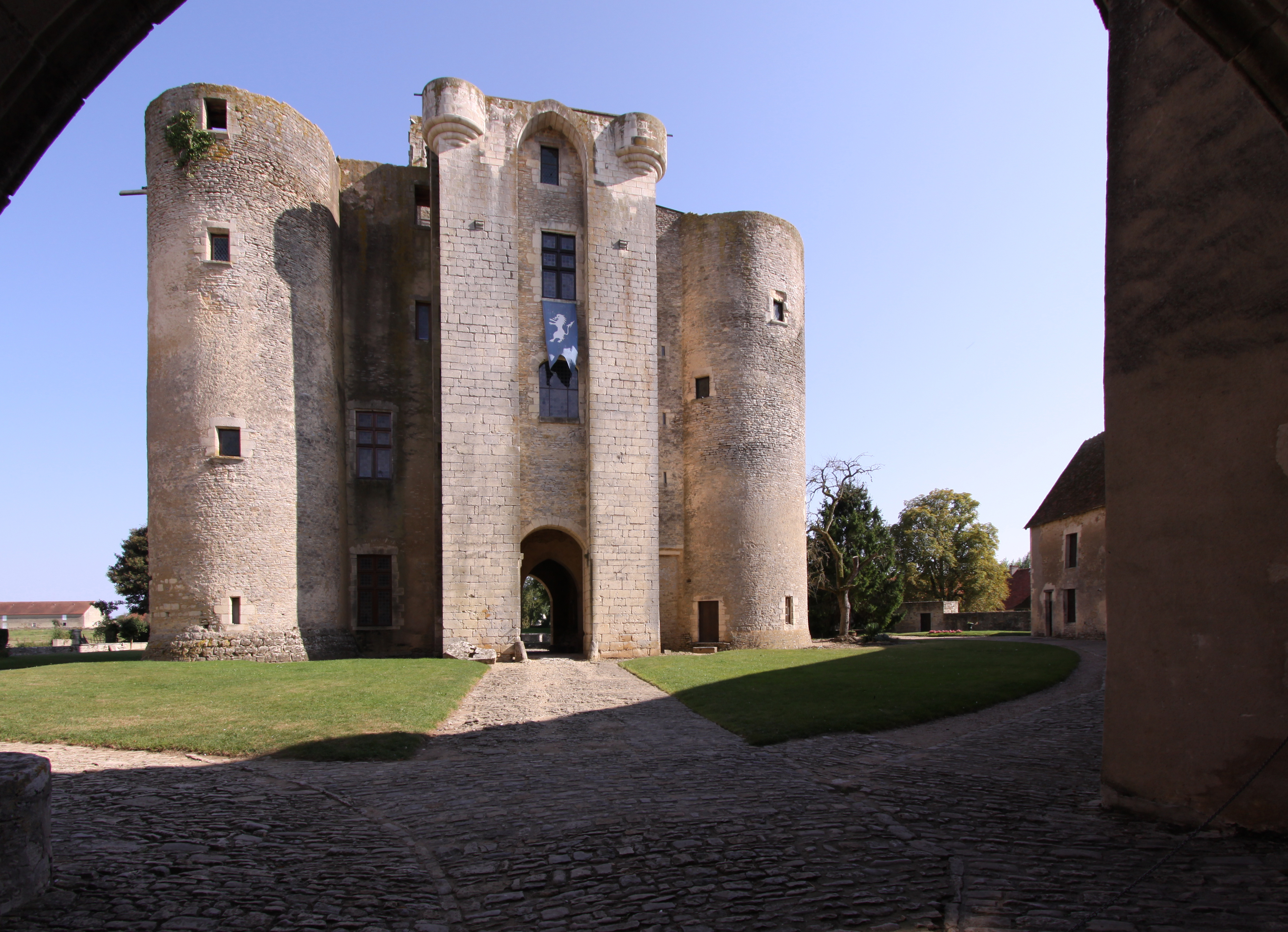
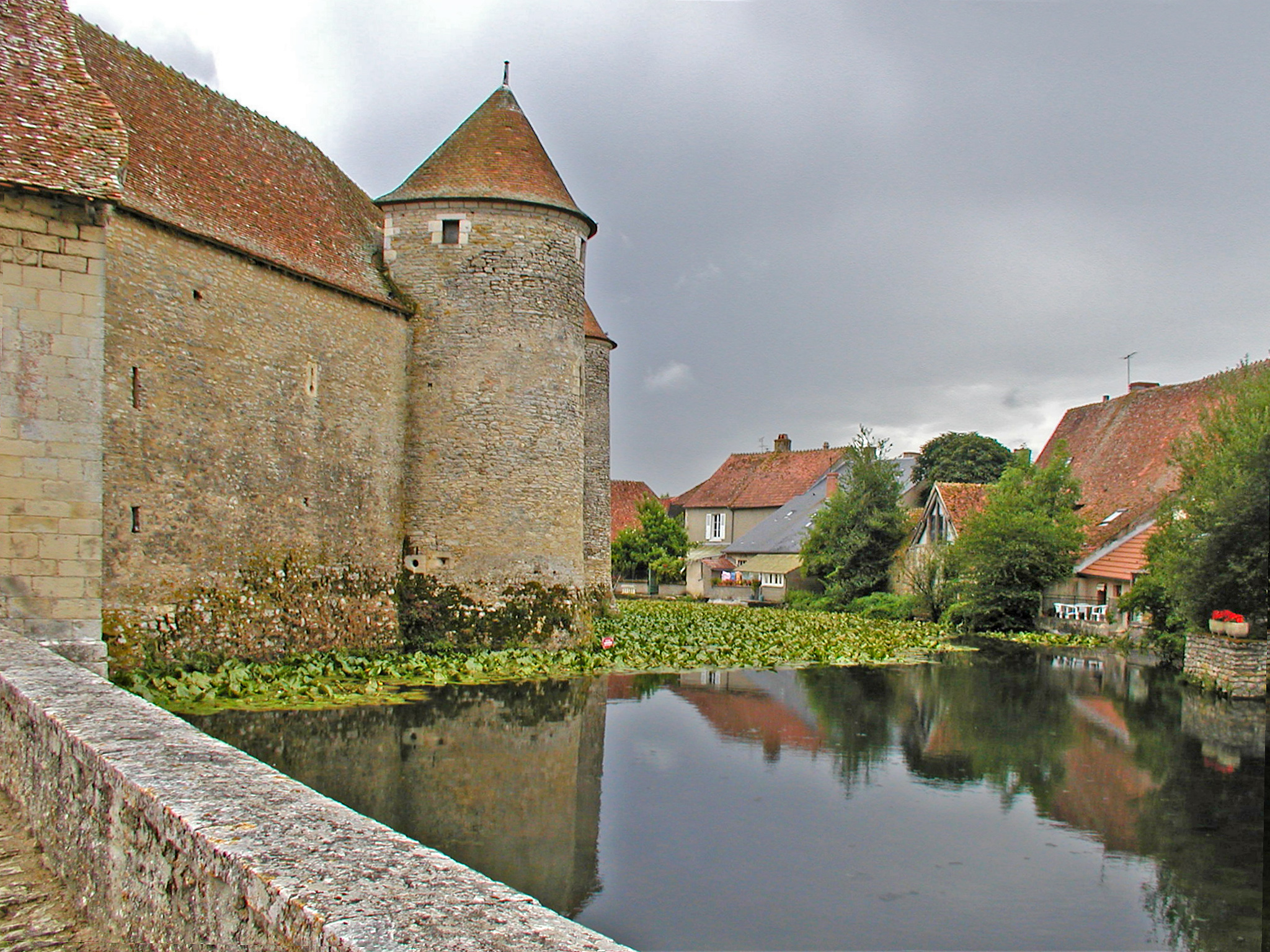
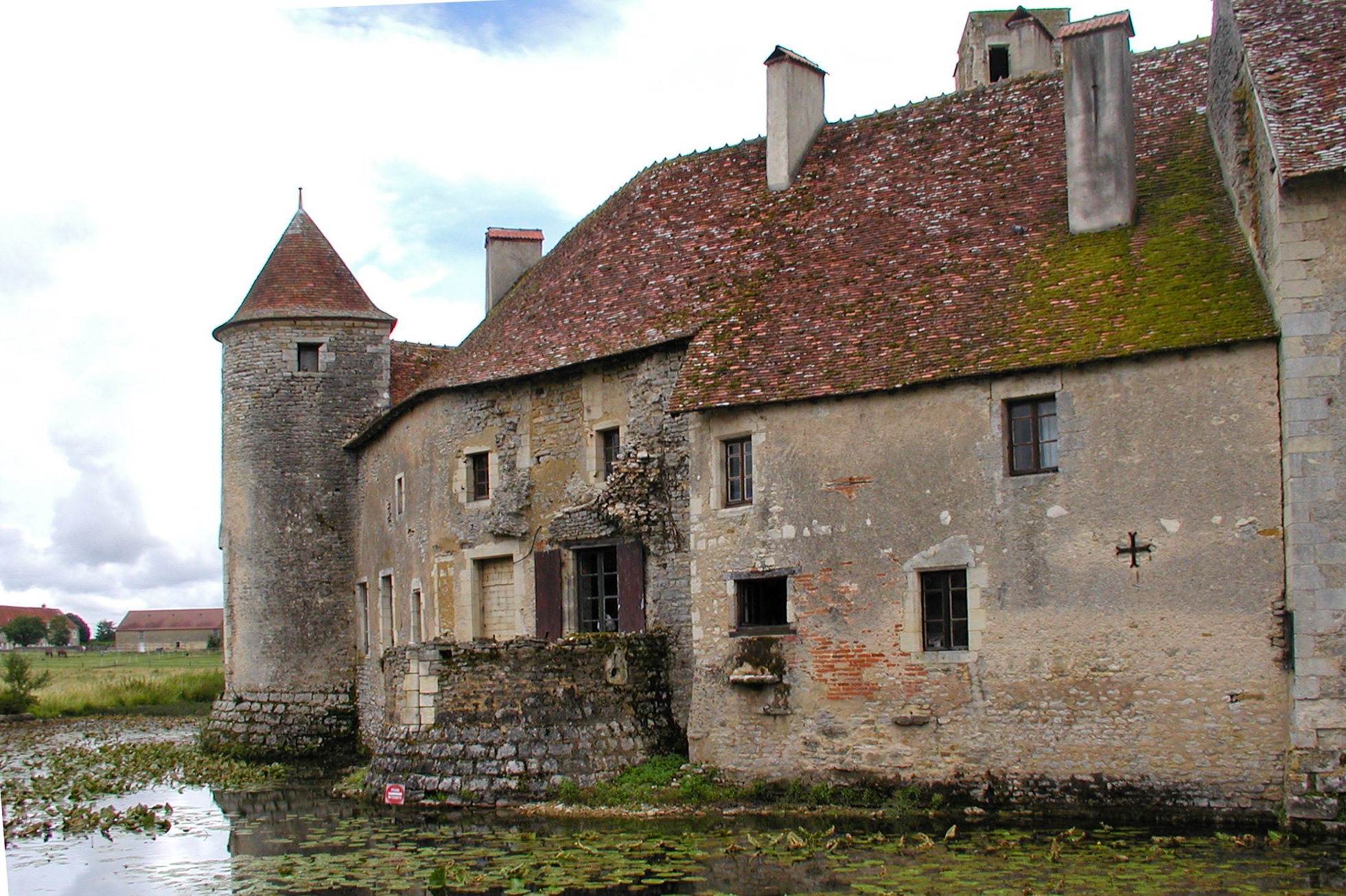
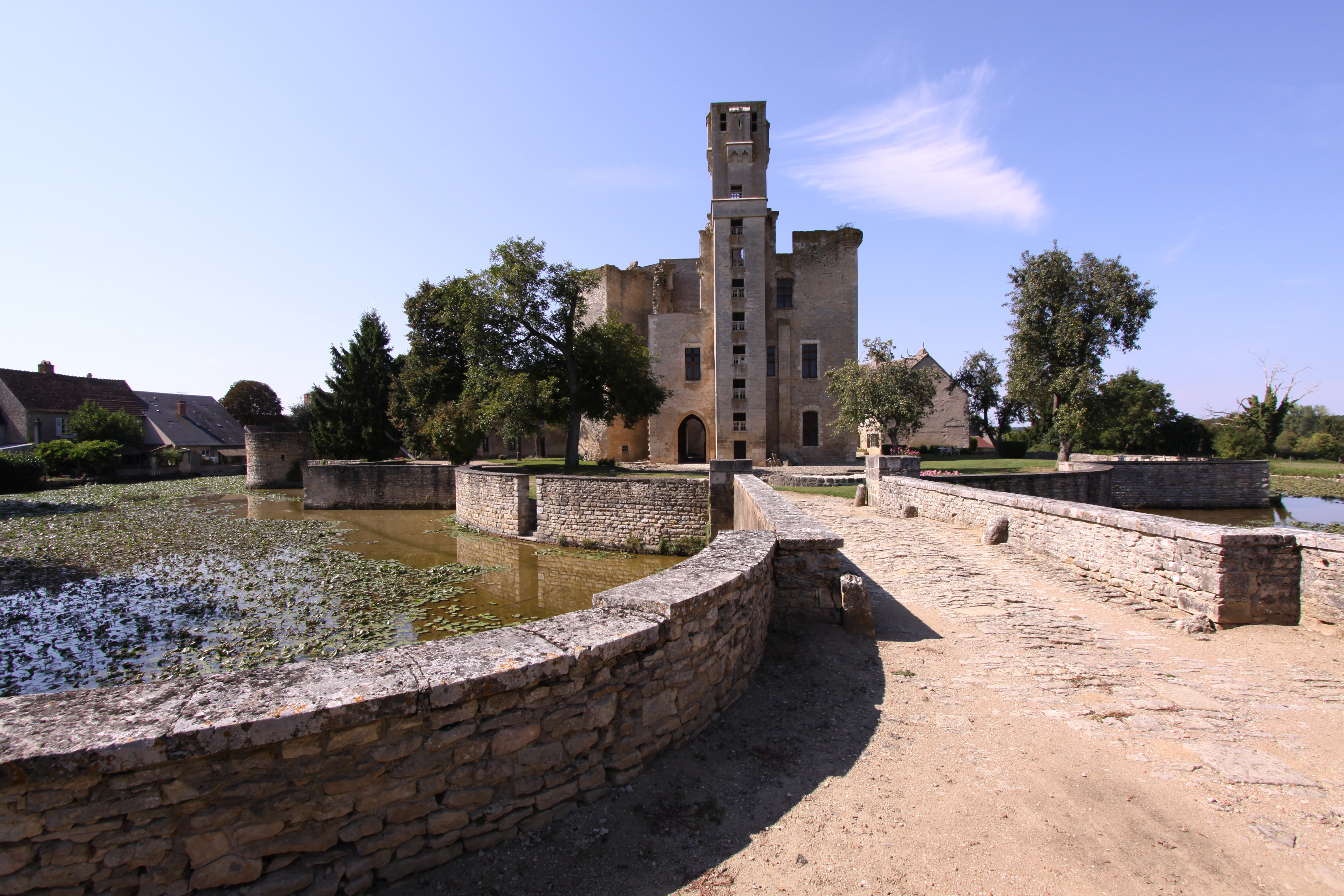

## Colecciones vegetales
Fue en 1699, el mismo año en que comenzó la construcción de la « Place Vendôme », Jules Hardouin-Mansart, promovido Superintendente de Edificios, Parques y Jardines, entra en posesión del condado de Sagonne.
Con el fin de dar la bienvenida al rey Luis XIV al que invitó, se demolió parte de las paredes para agrandar el patio que extendió con una terraza semicircular con vistas al foso. 
Se reformulan algunos edificios y construyó un gran edificio principal en el ala norte. Frente a este edificio, se abre una larga perspectiva que sirve como un eje para jardines a la francesa, cuyo diseño se le atribuye a Le Nôtre. 
La construcción de una orangerie en 1703 marca la culminación de estas disposiciones, ahora distorsionadas. 
Otra de las perspectivas existentes, está abierta hacia el este, consiste en una larga avenida pavimentada y bordeada de árboles, cruza el lago por una carretera y dos puentes que se entrecruzan sucesivamente para ganar la explanada y conducir al patio de honor. Esta es la ruta que utilizaban los carruajes para entrar en el castillo.